# 옥계항 (강릉시)
옥계항(玉溪港)은 강원특별자치도 강릉시 옥계면 주수리에 있는 지정항이다.